# Rivière du Bois Blanc
Rivière du Bois Blanc är ett vattendrag i Kanada.   Det ligger i provinsen Québec, i den sydöstra delen av landet, 220 km öster om huvudstaden Ottawa.
Trakten runt Rivière du Bois Blanc är nära nog obefolkad, med mindre än två invånare per kvadratkilometer.